# Liste der Kulturdenkmale in Schierensee
In der Liste der Kulturdenkmale in Schierensee sind alle Kulturdenkmale der schleswig-holsteinischen Gemeinde Schierensee (Kreis Rendsburg-Eckernförde) und ihrer Ortsteile aufgelistet (Stand: 10. März 2025).

## Legende
In den Spalten befinden sich folgende Informationen:
- Objekt-ID: die Nummer des Kulturdenkmales
- Lage: die Adresse des Kulturdenkmales und die geographischen Koordinaten. Kartenansicht, um Koordinaten zu setzen. In der Kartenansicht sind Kulturdenkmale ohne Koordinaten mit einem roten Marker dargestellt und können in der Karte gesetzt werden. Kulturdenkmale ohne Bild sind mit einem blauen Marker gekennzeichnet, Kulturdenkmale mit Bild mit einem grünen Marker.
- Offizielle Bezeichnung: Bezeichnung des Kulturdenkmales
- Beschreibung: die Beschreibung des Kulturdenkmales
- Bild: ein Bild des Kulturdenkmales

## Bauliche Anlagen
| Objekt-ID      | Lage                                          | Offizielle Bezeichnung                           | Beschreibung | Bild                                    |
| -------------- | --------------------------------------------- | ------------------------------------------------ | --- | --------------------------------------- |
| 875 Wikidata   | Gut Schierensee (54° 15′ 11″ N, 9° 58′ 16″ O) | Gut Schierensee: Herrenhaus                      | Alteintragung (Aktualisierung vorgesehen) - Begründung: Alteintragung (Aktualisierung vorgesehen) - Schutzumfang: Alteintragung (Aktualisierung vorgesehen) - Denkmaltyp: Bauliche Anlage | BW                                      |
| 876 Wikidata   | Gut Schierensee (54° 15′ 10″ N, 9° 58′ 12″ O) | Gut Schierensee: ehem. Scheune                   | Alteintragung (Aktualisierung vorgesehen) - Begründung: Alteintragung (Aktualisierung vorgesehen) - Schutzumfang: Alteintragung (Aktualisierung vorgesehen) - Denkmaltyp: Bauliche Anlage | BW                                      |
| 877 Wikidata   | Gut Schierensee (54° 15′ 11″ N, 9° 58′ 11″ O) | Gut Schierensee: ehem. Kuhhaus                   | Alteintragung (Aktualisierung vorgesehen) - Begründung: Alteintragung (Aktualisierung vorgesehen) - Schutzumfang: Alteintragung (Aktualisierung vorgesehen) - Denkmaltyp: Bauliche Anlage | BW                                      |
| 878 Wikidata   | Gut Schierensee (54° 15′ 13″ N, 9° 58′ 15″ O) | Gut Schierensee: Vorbau (kleiner Pavillon)       | Alteintragung (Aktualisierung vorgesehen) - Begründung: Alteintragung (Aktualisierung vorgesehen) - Schutzumfang: Alteintragung (Aktualisierung vorgesehen) - Denkmaltyp: Bauliche Anlage | BW                                      |
| 879 Wikidata   | Gut Schierensee (54° 15′ 12″ N, 9° 58′ 16″ O) | Gut Schierensee: ehem. Meierei (Inspektorenhaus) | Alteintragung (Aktualisierung vorgesehen) - Begründung: Alteintragung (Aktualisierung vorgesehen) - Schutzumfang: Alteintragung (Aktualisierung vorgesehen) - Denkmaltyp: Bauliche Anlage | BW                                      |
| 880 Wikidata   | Gut Schierensee (54° 15′ 10″ N, 9° 58′ 9″ O)  | Gut Schierensee: ehem. Torhaus (Weststall)       | Alteintragung (Aktualisierung vorgesehen) - Begründung: Alteintragung (Aktualisierung vorgesehen) - Schutzumfang: Alteintragung (Aktualisierung vorgesehen) - Denkmaltyp: Bauliche Anlage | BW                                      |
| 897 Wikidata   | Gut Schierensee (54° 15′ 12″ N, 9° 58′ 13″ O) | Gut Schierensee: Vorbau (großer Pavillon)        | Alteintragung (Aktualisierung vorgesehen) - Begründung: Alteintragung (Aktualisierung vorgesehen) - Schutzumfang: Alteintragung (Aktualisierung vorgesehen) - Denkmaltyp: Bauliche Anlage | BW                                      |
| 898 Wikidata   | Gut Schierensee (54° 15′ 12″ N, 9° 58′ 18″ O) | Gut Schierensee: ehem. Backhaus mit Backofen     | Alteintragung (Aktualisierung vorgesehen) - Begründung: Alteintragung (Aktualisierung vorgesehen) - Schutzumfang: Alteintragung (Aktualisierung vorgesehen) - Denkmaltyp: Bauliche Anlage | BW                                      |
| 7862 Wikidata  | Gut Schierensee (54° 15′ 13″ N, 9° 58′ 14″ O) | Gut Schierensee: Torgittereinfahrt               | Alteintragung (Aktualisierung vorgesehen) - Begründung: Alteintragung (Aktualisierung vorgesehen) - Schutzumfang: Alteintragung (Aktualisierung vorgesehen) - Denkmaltyp: Bauliche Anlage | BW                                      |
| 7866 Wikidata  | Gut Schierensee (54° 15′ 26″ N, 9° 58′ 4″ O)  | Gut Schierensee: Gasthaus „Lustiger Bruder“      | Alteintragung (Aktualisierung vorgesehen) - Begründung: Alteintragung (Aktualisierung vorgesehen) - Schutzumfang: Alteintragung (Aktualisierung vorgesehen) - Denkmaltyp: Bauliche Anlage | BW                                      |
| 10072 Wikidata | Gut Schierensee ()                            | Gut Schierensee: Inventar lt. Liste              | Alteintragung (Aktualisierung vorgesehen) - Begründung: Alteintragung (Aktualisierung vorgesehen) - Schutzumfang: Alteintragung (Aktualisierung vorgesehen) - Denkmaltyp: Bauliche Anlage | Fotos hochladen                         |
| 12856 Wikidata | Gut Schierensee ()                            | Gut Schierensee: Bibliothek                      | Alteintragung (Aktualisierung vorgesehen) - Begründung: Alteintragung (Aktualisierung vorgesehen) - Schutzumfang: Alteintragung (Aktualisierung vorgesehen) - Denkmaltyp: Bauliche Anlage | Direkt Bild zu diesem Denkmal hochladen |
| 12857 Wikidata | Gut Schierensee ()                            | Gut Schierensee: Gutsarchiv                      | Alteintragung (Aktualisierung vorgesehen) - Begründung: Alteintragung (Aktualisierung vorgesehen) - Schutzumfang: Alteintragung (Aktualisierung vorgesehen) - Denkmaltyp: Bauliche Anlage | Direkt Bild zu diesem Denkmal hochladen |
| 12858 Wikidata | Gut Schierensee (54° 15′ 9″ N, 9° 58′ 11″ O)  | Gut Schierensee: Hofmauern                       | Alteintragung (Aktualisierung vorgesehen) - Begründung: Alteintragung (Aktualisierung vorgesehen) - Schutzumfang: Alteintragung (Aktualisierung vorgesehen) - Denkmaltyp: Bauliche Anlage | BW                                      |
| 12859 Wikidata | Gut Schierensee (54° 15′ 11″ N, 9° 58′ 14″ O) | Gut Schierensee: Hoftrenngitter                  | Alteintragung (Aktualisierung vorgesehen) - Begründung: Alteintragung (Aktualisierung vorgesehen) - Schutzumfang: Alteintragung (Aktualisierung vorgesehen) - Denkmaltyp: Bauliche Anlage | BW                                      |
| 29273 Wikidata | Gut Schierensee (54° 15′ 12″ N, 9° 58′ 15″ O) | Gut Schierensee: Ehrenhof                        | Alteintragung (Aktualisierung vorgesehen) - Begründung: Alteintragung (Aktualisierung vorgesehen) - Schutzumfang: Alteintragung (Aktualisierung vorgesehen) - Denkmaltyp: Bauliche Anlage | BW                                      |
| 29274 Wikidata | Gut Schierensee (54° 15′ 10″ N, 9° 58′ 11″ O) | Gut Schierensee: Wirtschaftshof                  | Alteintragung (Aktualisierung vorgesehen) - Begründung: Alteintragung (Aktualisierung vorgesehen) - Schutzumfang: Alteintragung (Aktualisierung vorgesehen) - Denkmaltyp: Bauliche Anlage | BW                                      |

## Gründenkmale
| Objekt-ID      | Lage                                          | Offizielle Bezeichnung                                      | Beschreibung | Bild                                    |
| -------------- | --------------------------------------------- | ----------------------------------------------------------- | --- | --------------------------------------- |
| 7863 Wikidata  | Gut Schierensee (54° 14′ 49″ N, 9° 58′ 36″ O) | Gut Schierensee: Waldpark Heeschenberg                      | Alteintragung (Aktualisierung vorgesehen) - Begründung: geschichtlich, Kulturlandschaft prägend - Schutzumfang: gesamtes Objekt - Denkmaltyp: Gründenkmal                                                                              | BW                                      |
| 7867 Wikidata  | Gut Schierensee (54° 15′ 12″ N, 9° 58′ 14″ O) | Gut Schierensee: Hoflinden                                  | Alteintragung (Aktualisierung vorgesehen) - Begründung: geschichtlich, Kulturlandschaft prägend - Schutzumfang: gesamtes Objekt - Denkmaltyp: Gründenkmal                                                                              | BW                                      |
| 12691 Wikidata | Gut Schierensee (54° 15′ 3″ N, 9° 58′ 23″ O)  | Gut Schierensee: zentrale Gutsländereien                    | Alteintragung (Aktualisierung vorgesehen) - Begründung: geschichtlich, Kulturlandschaft prägend - Schutzumfang: gesamtes Objekt - Denkmaltyp: Gründenkmal                                                                              | BW                                      |
| 12860 Wikidata | Gut Schierensee ()                            | Gut Schierensee: Gärten und Bäume der Hofanlage             | Alteintragung (Aktualisierung vorgesehen) - Begründung: geschichtlich, künstlerisch, Kulturlandschaft prägend - Schutzumfang: gesamtes Objekt - Denkmaltyp: Gründenkmal                                                                | Direkt Bild zu diesem Denkmal hochladen |
| 12861 Wikidata | Gut Schierensee (54° 15′ 8″ N, 9° 58′ 16″ O)  | Gut Schierensee: Landschaftsgarten südlich des Herrenhauses | Alteintragung (Aktualisierung vorgesehen) - Begründung: geschichtlich, Kulturlandschaft prägend - Schutzumfang: Gut Schierensee: Landschaftsgarten südlich des Herrenhauses, Lindenallee im Garten, Südteich - Denkmaltyp: Gründenkmal | BW                                      |

## Sonstige Denkmale
| Objekt-ID    | Lage                                         | Offizielle Bezeichnung                    | Beschreibung | Bild |
| ------------ | -------------------------------------------- | ----------------------------------------- | --- | ---- |
| 882 Wikidata | Gut Schierensee (54° 15′ 8″ N, 9° 58′ 13″ O) | Gut Schierensee: vier Zierurnen im Garten | Alteintragung (Aktualisierung vorgesehen) - Begründung: geschichtlich, künstlerisch - Schutzumfang: Alteintragung (Aktualisierung vorgesehen) - Denkmaltyp: Sonstiges Denkmal | BW   |

## Quelle
- Liste der Kulturdenkmale in Schleswig-Holstein – Kreis Rendsburg-Eckernförde

- Karte mit allen Koordinaten:
- OSM |
- WikiMap